# Alexander Olshanetsky
Alexander Olshanetsky (23 octobre 1892, Odessa - 4 juin 1946, New York) est un compositeur, chef d'orchestre, chef de chœur et violoniste américain, qui occupe une place importante dans le Théâtre yiddish à New York. Une de ses compositions les plus fameuses est Belz mayn shteitele.

## Biographie

### Odessa
Alexander Olshanetsky est né le 23 octobre 1892 à Odessa, en Ukraine,.
Le père de Alexander est un commerçant. Alexander étudie dans un heder, puis dans une école où la langue d'usage est le yiddish et ensuite dans un gymnasium.
Il joue du violon dès l'âge de 6 ans et son père l'inscrit dans l'école de musique impériale d'Odessa, où il étudie pendant neuf ans, apprenant différents instruments.

### New York
En 1922, il arrive aux États-Unis, chez son oncle ou son beau-père, l'acteur Hyman Meisel.

### Mort
Alexander Olshanetsky meurt à New York. Il est enterré au Mount Hebron Cemetry à Flushing, Queens County, New York.

## Chansons célèbres
- La chanson Ikh Hub Dikh Tsufil Lib (I Love You Too Much) composée par Alexander Olshanetsky, atteint les top 40 du rock and roll américain. Elle est interprétée par Connie Francis, Dean Martin, Ella Fitzgerald en anglais et une version rock and roll par Carlos Santana en 1981[6].
- Une des compositions les plus fameuses d'Alexander Olshanetsky est Belz mayn shteitele[7]. Parmi les nombreux interprètes : Jan Peerce, Theodore Bikel, Dudu Fisher.